# Hiện tượng quan sát thấy UFO ở Brasil
Đây là danh sách những vụ chứng kiến vật thể bay không xác định hoặc UFO ở Brasil.

## 1947
- Ngày 23 tháng 7 năm 1947, nhà địa hình José Higgins đang làm việc với nhiều người lao động ở Bauru, São Paulo. Đột nhiên, họ nghe thấy một âm thanh cực kỳ chói tai. Một lúc sau, họ nhìn thấy một vật thể hình thấu kính đáp xuống gần họ. Những người công nhân bỏ chạy để lại Higgins một mình. Người đàn ông trình báo rằng ba nhân vật hình người xuất hiện từ UFO và nói chuyện với anh ta bằng một ngôn ngữ không xác định; sau khoảng nửa giờ, họ quay trở lại UFO rồi sau đó biến mất tăm hơi.[1][2]

## 1952
- Ngày 5 tháng 5 năm 1952, nhà báo Joao Martins và nhiếp ảnh gia Eduardo Keffel tuyên bố đã nhìn thấy một đĩa bay ở vùng lân cận Barra da Tijuca. Keffel đã chụp một số bức ảnh về UFO, được đăng trên tạp chí O Cruzeiro.[3]

## 1957
- Ngày 13 tháng 9 năm 1957, nhà báo Ibrahim Sued nhận được một phong bì chứa một lá thư và ba mảnh kim loại. Tác giả của bức thư viết rằng ông đã nhìn thấy một UFO phát nổ trên bầu trời bãi biển Ubatuba; ông đã thu thập một số mảnh vỡ và gửi ba trong số này đến tạp chí cùng với bức thư. Sued bèn gửi các mảnh vỡ đến phòng thí nghiệm để phân tích chúng và phát hiện ra rằng chúng bao gồm magie nguyên chất.[4] James Harder và những nhà nghiên cứu UFO khác đã đi đến kết luận rằng các mảnh vỡ của Ubatuba có nguồn gốc ngoài Trái Đất, nhưng các nhà điều tra khác cho rằng câu chuyện này là một trò lừa bịp.[5]
- Antônio Vilas Boas tuyên bố đã bị người ngoài hành tinh bắt cóc vào ngày 16 tháng 10 năm 1957. Mặc dù những câu chuyện tương tự được lan truyền trong nhiều năm trước đó, nhưng lời kể của Boas là một trong những câu chuyện về người ngoài hành tinh bắt cóc đầu tiên nhận được sự chú ý rộng rãi từ giới truyền thông.
- Tối ngày 4 tháng 11 năm 1957, hai lính canh tại Pháo đài Itaipu, (Praia Grande, São Paulo) bị bỏng vừa phải sau khi bị trúng một làn sóng nhiệt từ một vật thể bay không xác định, được cho là từ trên trời rơi xuống. Toàn bộ điện của pháo đài, bao gồm cả các mạch khẩn cấp, đã bị ngắt trong vụ việc. Sau đó, các nhân viên của Lục quân Brasil và Không quân Mỹ (USAF) cùng với các nhà điều tra của Không quân Brasil, đã bay đến pháo đài này để phỏng vấn những người lính nơi đây.[6][7][8][9][10] Donald Keyhoe của USAF đã bày tỏ ý kiến của mình về vụ việc như sau:[11]

"Nền văn minh như vậy có thể thấy rằng trên Trái Đất chúng ta hiện có bom nguyên tử và chúng ta đang nhanh chóng cải tiến tên lửa của mình. Với lịch sử trong quá khứ của loài người - những cuộc chiến tranh thường xuyên cho thấy loài người hiếu chiến - họ hẳn đã trở nên hoảng hốt. Do đó, chúng ta nên mong đợi nhận được những chuyến thăm như vậy nhất là vào những thời điểm này. Theo đó, mục tiêu chính của người ngoài hành tinh là theo dõi những tiến bộ không gian của chúng ta, vì sợ chúng ta có thể trở thành mối đe dọa cho các hành tinh khác. Nếu giả thuyết này là chính xác, thì nó có thể được mở rộng sự liên kết vụ phóng vệ tinh Sputnik với cuộc tấn công vào Pháo đài Itaipu. Tuy nhiên, điều này nghe có vẻ vô lý đối với tất cả các nhà điều tra. Điều đó có nghĩa là những người ngoài hành tinh sẽ lo lắng về những bước đi đầu tiên của chúng ta trong không gian, và bởi những con tàu vũ trụ nhỏ quá thô sơ trông giống như một chiếc ca nô nếu so sánh với một chiếc tàu khách xuyên Đại Tây Dương. Điều đó cũng có nghĩa là những vụ đốt đó nhằm mục đích chứng minh những vũ khí siêu việt mà họ có thể sử dụng để chống lại những nhà thám hiểm hung hãn đến từ Trái Đất. Tuy nhiên, chúng ta vẫn còn lâu mới được thực hiện chuyến bay vào vũ trụ, thậm chí là lên Mặt Trăng. Theo logic của nhân loại, chúng ta sẽ không thể đe dọa một phi thuyền không gian siêu việt - không phải bây giờ hay sau này."

Năm 2008, một tài liệu báo cáo vụ việc đã được viết tại Đại sứ quán Brasil tại Hoa Kỳ.

## 1958
- Lúc 12 giờ đêm ngày 16 tháng 1 năm 1958, con tàu Almirante Saldanha của Brasil, tham gia vào các dự án của Ano Geofísico Internacional, đang chuẩn bị rời Ilha de Trindade, ngoài khơi bờ biển Espírito Santo. Thuyền trưởng Viegas đang ở trên boong tàu cùng một số nhà khoa học và thành viên thủy thủ đoàn thì bất ngờ chú ý đến một vật thể bay có "vòng" xung quanh, giống như Sao Thổ. Mọi người được cho là đã nhìn thấy UFO cùng một lúc. Nó đến hòn đảo từ phía đông, bay về phía đỉnh núi Pico Desejado, quay một bước và bay đi rất nhanh về phía tây bắc. Ngay khi nhận thấy vật thể này, mọi người đề nghị Almiro Baraúna chụp ảnh. Sau khi lấy máy ảnh và đi lên boong tàu, ông ta nói rằng mình đã chụp được ảnh của vật thể này.

## 1966
Hai người đàn ông được tìm thấy đã chết gần Niterói. Cả hai đều đeo mặt nạ chì. Một UFO được cho là đã được nhìn thấy bay gần điểm mà cả hai đã chết.

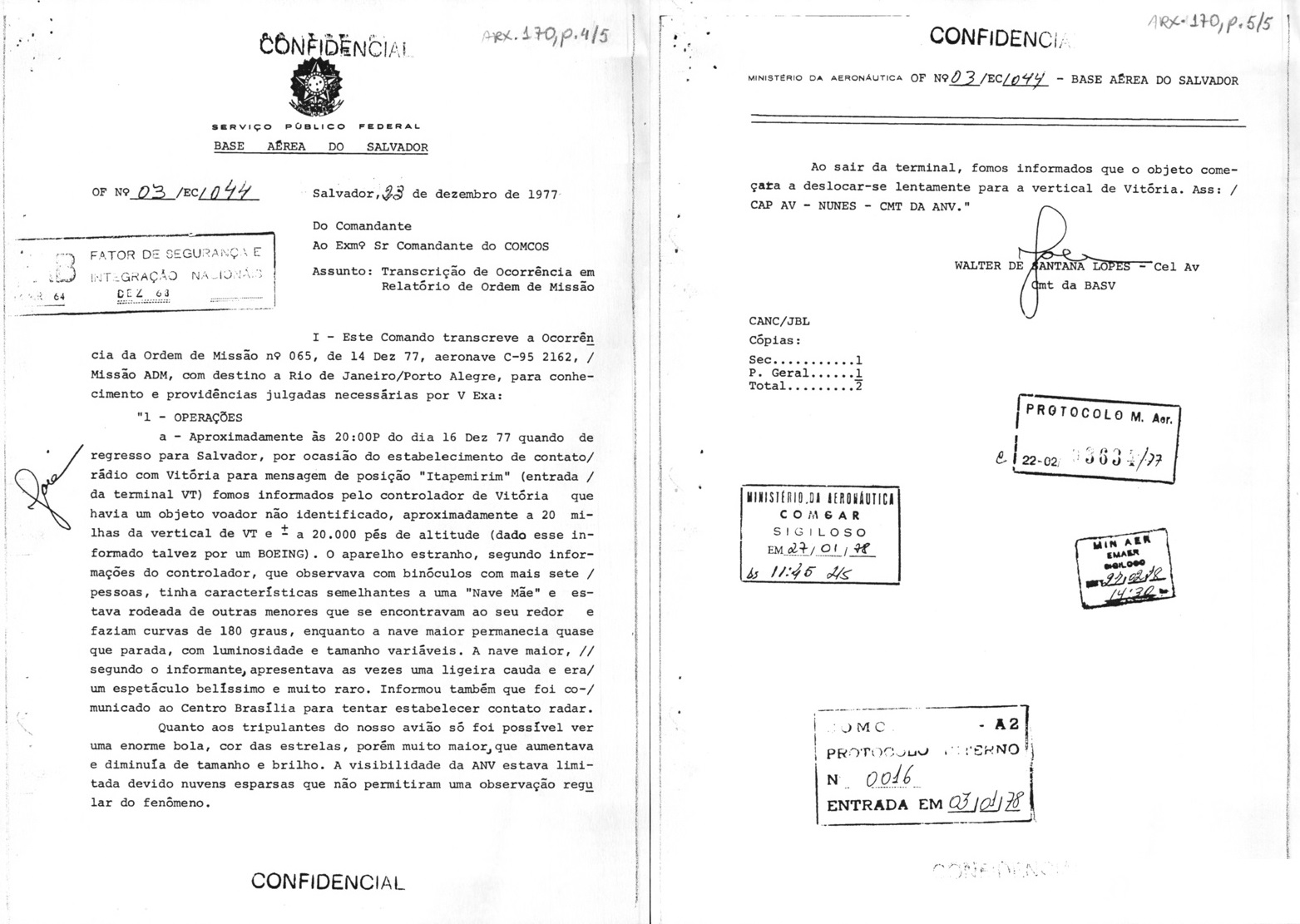
UFO xảy ra vào tháng 12 năm 1977, tại Bahia. Viện Lưu trữ Quốc gia Brasil.

## 1977
- Làn sóng Colares đề cập đến một đợt bùng phát những vụ chứng kiến UFO xảy ra vào năm 1977 trên đảo Colares của Brasil. Trong thời gian bùng phát, UFO được cho là đã tấn công người dân bằng chùm bức xạ cực mạnh để lại vết bỏng và vết chích. Những lần nhìn thấy này đã dẫn đến việc chính phủ Brasil cử một nhóm điều tra với mật danh Chiến dịch Saucer (tiếng Bồ Đào Nha: Prato, xem bên dưới), nhưng chính phủ sau đó đã thu hồi nhóm và phân loại các hồ sơ này cho đến cuối thập niên 1990.

Đây là hoạt động đầu tiên của Không quân Brasil được tiến hành chỉ để điều tra các vấn đề liên quan đến UFO. Hoạt động này được bắt đầu ngay sau làn sóng UFO ở Colares.

## 1979
- Tối ngày 28 tháng 7 năm 1979, nhân viên bảo vệ Antonio Carlos Ferreira được cho là đã bị bắt cóc khỏi nơi làm việc của anh ta - một nhà máy sản xuất đồ nội thất ở Mirassol, São Paulo. Theo lời kể của chính anh ta thì có tới ba sinh vật hình người đã tiếp cận mình, được họ trấn an và đưa lên một phi thuyền nhỏ rồi chuyển sang chiếc phi thuyền lớn hơn ở xa hơn. Ở đó, anh ta nói rằng anh ta được đặt trước một thiết bị giống như tivi lớn và được hiển thị với nhiều hình ảnh khác nhau trước khi bị ép giao phối với một phụ nữ ngoài hành tinh, sau đó anh ta được gây mê lần nữa và quay trở lại mặt đất. Ferreira mô tả các sinh vật này cao khoảng 1,2 mét (3,9 ft; 120 cm) với đôi tai nhọn, mắt xếch và miệng giống người. Họ không có lông mày hoặc lông mi và nói bằng thứ ngôn ngữ bề ngoài giống tiếng Nhật. Một số người được cho là có làn da ngăm đen và mái tóc xoăn đỏ, trong khi những người khác có làn da sáng và mái tóc đen thẳng. Phi thuyền có hình cầu với ba chân giống như bánh xe nhô ra từ đáy, bên trong được thắp sáng bằng đèn xanh và đỏ. Ferreira nói rằng anh ta lại gặp mặt người ngoài hành tinh một lần nữa vào năm 1982, với chiếc tàu được cho là đã hạ cánh đủ gần để anh ta có thể nhìn thấy người ngoài hành tinh nữ và một người ngoài hành tinh giống như trẻ con đang quan sát mình từ xa. Anh ta nói rằng mình đã trải qua cuộc tiếp xúc dạng thứ ba sau đó vào năm 1982 khi được đưa vào nhà chứa phi thuyền của một người ngoài hành tinh thông qua chùm ánh sáng màu xanh lá cây trước khi được tiêm một chất màu vàng. Ferreira kể lại rằng anh ta được đưa đến gặp hai người ngoài hành tinh một lần nữa, đứa trẻ mà anh ta tin rằng đó chính là con ruột của mình. Các cuộc gặp gỡ khác được cho là đã diễn ra về sau này với tổng số 16 hoặc 20 lần gặp mặt trong khoảng thời gian từ năm 1979 đến năm 1989.[13][14]

## 1980
- Elias Seixas de Mattos là một tài xế xe tải đến từ Rio de Janeiro vào năm 1980, khi ông trải qua một trải nghiệm không thể giải thích được. Câu chuyện của ông, cùng với câu chuyện của hai người bạn của anh ta, đã có một trang quan trọng trong lịch sử UFO học Brasil vì số lượng chi tiết mà anh ta đưa ra để mô tả các tình huống.[15]

## 1986
Hàng loạt vụ nhìn thấy UFO trên khắp các bang ở Đông Nam Brasil.

## 1996
- Sự kiện UFO Varginha là một biến cố ở Varginha, Brasil, vào năm 1996 liên quan đến các báo cáo về vật thể bay không xác định và sinh vật lạ (được cho là người ngoài hành tinh) nghi là đã bị giới chức Brasil bắt giữ.
- Ở đảo Saragonha, tại phá Patos, Haroldo Westendorff đã chứng kiến một UFO hình nón, cao từ 50 đến 60 mét (160 đến 200 ft), với phần đế lớn bằng một sân vận động bóng đá. Anh ta bay quanh vật thể trong khoảng 15 phút, giữ khoảng cách 100 mét (330 ft; 110 yd). Vật thể đang quay quanh chính nó và hướng về phía biển và được phát hiện trên radar của phòng Infraero tại sân bay Pelotas. Nó không bị phát hiện bởi Cindacta II ở Curitiba, Paraná chịu trách nhiệm quan sát bầu trời miền nam Brasil. Westendorff cũng trình báo về một vật thể nhỏ hơn bay ra từ đỉnh của UFO lớn, bay lên bầu trời với tốc độ rất nhanh, UFO lớn hơn cũng theo sau ngay sau đó. Bộ Hàng không đã giữ một cuộc điều tra bí mật về vật thể mà Westendorff nhìn thấy.[17][18][19][20]

## 2008
- Năm 2014, một tài liệu có tên "Dossier Riolândia" được tổ chức nghiệp dư Inape sản xuất[21] (Viện Nghiên cứu Thiên văn và Vũ trụ bằng tiếng Bồ Đào Nha)) được cho là cho thấy sự xuất hiện của UFO ở thành phố Riolândia vào ngày 20 tháng 1 năm 2008.[22][23]

## 2013
- Ngày 19 tháng 6 năm 2013, có luồng ánh sáng lạ xuất hiện trên bầu trời của một trong những cuộc tuần hành ở Brazil và được hàng nghìn người tham dự sự kiện nhìn thấy. Nó được cho là UFO, nhưng hiện tại người ta tin rằng đây là một thiết bị bay không người lái được tờ báo địa phương Folha de S. Paulo sử dụng để chụp ảnh các cuộc tuần hành từ trên không.[24]